# Seth Eugene Meek
Seth Eugene Meek (1 de abril de 1859, Hicksville, Ohio – 6 de julio de 1914, Chicago) fue un ictiólogo estadounidense del Museo Field de Historia Natural en Chicago. Fue el primer creador de un libro sobre los peces de agua dulce de México. Junto con su ayudante, Samuel Frederick Hildebrand, escribió el primer libro sobre los peces de agua dulce de Panamá.
A menudo colaboró con Charles H. Gilbert, y en 1884, en un viaje de recolección a través de los Ozarks, descubrieron una nueva especie, Etheostoma nianguae, que solo vive en la cuenca del Río Osage. También, en esa expedición estaba David Starr Jordan, considerado el padre de la moderna ictiología.
Después del viaje a Ozarks, Heek, aceptó el puesto de profesor de biología y geología en la Universidad Industrial de Arkansas (ahora la Universidad de Arkansas).
El Hyporhamphus meeki  fue nombrado en su honor .